# 雨のメモランダム
「雨のメモランダム」（あめのメモランダム）は、河合その子9枚目のシングル。1988年4月21日発売。発売元はCBS・ソニーグループ（現：ソニー・ミュージックレーベルズ）。品番はEPが07SH-3028、8cmCDが10EH-3028。

## 背景
スタジオ・アルバム『Colors』からの先行シングルとしてリリースされ、テレビ番組で歌われたことはなく、オリジナルバージョンはイベントで数回披露されたのみだったため、映像が残っていない。同時期に「もうテレビには出ません」と宣言し、この曲が最後のシングルとなった。
河合は本作を発表後、コンサートとアルバムのみの活動を行い、ロサンゼルス録音で自作曲や海外ミュージシャン作曲のブラック・コンテンポラリー、AORなどを織り交ぜた『Dancin' In The Light』（1989年）と、全曲を自らが作曲した『Replica』（1990年）を発売。1990年にベスト・アルバム『sonnet』を発売後に休業発表。1994年、自身の曲の大部分を手がけた作曲家の後藤次利と結婚、芸能界を引退した。

## ディスクジャケット
1986年3月「青いスタスィオン」以来、笑顔の写真がジャケットに使われている。当初は、カップリング曲の「ラヴェンダーが目印」がA面候補だったため、そちらのイメージで撮影されたものがそのまま使用された。

## 収録曲
1. 雨のメモランダム（4:21）
  - 作詞: 川村真澄、作曲: 木戸やすひろ、編曲: 大谷和夫
2. ラヴェンダーが目印（4:44）
  - 作詞: 森田由美、作曲・編曲: 後藤次利

## 収録アルバム
雨のメモランダム
- 『Colors』
- 『sonnet』
- 『河合その子 ベスト・コレクション』
- 『GOLDEN☆BEST 河合その子』

ラヴェンダーが目印
- 『Colors』
- 『GOLDEN☆BEST 河合その子』